# Фово, Жозеф
Жозеф Фово (1767 — 20 марта 1846) — солдат и администратор поселения для осужденных в колониальном Новом Южном Уэльсе, Австралия.

## Ранняя жизнь
Фово крестился 6 апреля 1767 года в Амптхилле, Бедфордшир, Англия. Он был шестым ребенком Жозефа Фово и его жены Элизабет, урожденной Уиллер. Семейная традиция гласит, что на самом деле он родился почти годом ранее, 10 апреля 1766 года. Фово был энсином в 60-м полку, а затем присоединился к Корпусу Нового Южного Уэльса в июне 1789 года в качестве лейтенанта и достиг Сиднея в 1791 году. Там он получил звание майора и, будучи старшим офицером с августа 1796 года по ноябрь 1799 года, контролировал корпус в то время, когда старшие офицеры наживали состояния на торговле и расширении своих земель. Вскоре он стал крупнейшим землевладельцем и держателем акций в колонии.

## Остров Норфолк
В 1800 году, завоевав репутацию способного и эффективного администратора, Фово решил поехать на остров Норфолк в качестве вице-губернатора. Обнаружив, что остров обветшал, он отстроил его, уделяя особое внимание общественным работам, за что получил похвалу губернатора Кинга.
В этот период, часть первого поселения на острове Норфолк (1788–1814), остров Норфолк был в основном свободным поселением, осужденные составляли не более 10 процентов населения. Хотя некоторые люди были отправлены из Сиднея в качестве средства изоляции, остров не был местом вторичного наказания, как во втором поселении (1825–1855).
В сентябре 1804 года Фово покинул остров Норфолк и отправился в Англию, чтобы лечиться от астмы.

## Последствия ромового бунта
Выздоровев, Фово вернулся в Новый Южный Уэльс, чтобы служить вице-губернатором, но по прибытии в июле 1808 года он нашел губернатора Блая под арестом офицерами Корпуса Нового Южного Уэльса по делу, известному как ромовый бунт. Фово взял на себя управление, заявив, что он не одобряет ни Блая, ни повстанцев. Его контроль характеризовался стремлением к дешевому и эффективному управлению, улучшению общественных работ и поощрению мелких землевладельцев.
В январе 1809 года исполняющий обязанности вице-губернатора, полковник Уильям Патерсон вернулся, а Фово остался, чтобы помогать ему и его преемнику, генерал-майору Лаклану Маккуори.
Маккуори был впечатлен администрацией Фово и выдвинул его в качестве преемника Коллинза на пост вице-губернатора земли Ван-Димена, потому что он не мог придумать никого более подходящего, и считал, что не может поступить иначе в отношении Блая. Однако, когда Фово вернулся в Англию в 1810 году, рекомендация Маккуори была отклонена. Фово был назначен инспектором полевого офицера в Ирландии, а в 1814 году стал генерал-майором.

## Дальнейшая жизнь
После этого он продолжил беспроблемную военную карьеру, дослужившись до звания генерал-лейтенанта в 1830 году. В 1814 году он женился на Энн Шервин, в 1801 году у них родилась дочь.
Фово умер в Лондоне 20 марта 1846 года и был похоронен на кладбище Кенсал-Грин.